# Denise de Castro
Denise Ribeiro de Castro é uma cantora brasileira, nascida em Florianópolis, Santa Catarina.
Formada em Música pela UDESC/CEART, em Santa Catarina, teve seu primeiro disco, Espírito da Terra, lançado em 1996.
Também é professora de piano, teclado e canto.